# Episodi di M*A*S*H (quarta stagione)
La quarta stagione della serie televisiva M*A*S*H è andata in onda negli Stati Uniti d'America dal 12 settembre 1975 al 24 febbraio 1976.
| nº | Titolo originale            | Titolo italiano             | Prima TV USA      | Prima TV Italia |
| -- | --------------------------- | --------------------------- | ----------------- | --------------- |
| 1  | Welcome to Korea            | Benvenuti in Corea          | 12 settembre 1975 |                 |
| 2  | Change of Command           | Cambio di comandi           | 19 settembre 1975 |                 |
| 3  | It Happened One Night       | Accadde una notte           | 26 settembre 1975 |                 |
| 4  | Late Captain Pierce         | Defunto Capitano Pierce     | 3 ottobre 1975    |                 |
| 5  | Hey, Doc                    | Hei dottore                 | 10 ottobre 1975   |                 |
| 6  | The Bus                     | L'autobus                   | 17 ottobre 1975   |                 |
| 7  | Dear Mildred                | Cara Mildred                | 24 ottobre 1975   |                 |
| 8  | The Kids                    | I bambini                   | 31 ottobre 1975   |                 |
| 9  | Quo Vadis, Captain Chandler | Quo Vadis Capitano Chandler | 7 novembre 1975   |                 |
| 10 | Dear Peggy                  | Cara Peggy                  | 14 novembre 1975  |                 |
| 11 | Of Moose and Men            | Uomini ed alci              | 21 novembre 1975  |                 |
| 12 | Soldier of the Month        | Soldato del mese            | 28 novembre 1975  |                 |
| 13 | The Gun                     | La pistola                  | 2 dicembre 1975   |                 |
| 14 | Mail Call, Again            | Postino suona due volte     | 9 dicembre 1975   |                 |
| 15 | The Price of Tomato Juice   | Per un succo di pomodoro    | 16 dicembre 1975  |                 |
| 16 | Dear Ma                     | Cara mamma...               | 23 dicembre 1975  |                 |
| 17 | Der Tag                     |                             | 6 gennaio 1976    |                 |
| 18 | Hawkeye                     |                             | 13 gennaio 1976   |                 |
| 19 | Some 38th Parallels         | 38º Parallelo               | 20 gennaio 1976   |                 |
| 20 | The Novocaine Mutiny        | Ammutinamento               | 27 gennaio 1976   |                 |
| 21 | Smilin' Jack                | Jack Sorriso                | 3 febbraio 1976   |                 |
| 22 | The More I See You          |                             | 10 febbraio 1976  |                 |
| 23 | Deluge                      | Dopo di me il diluvio       | 17 febbraio 1976  |                 |
| 24 | The Interview               | L'intervista                | 24 febbraio 1976  |                 |